# رشته‌کوه ینی‌سئی
رشته‌کوه ینی‌سئی (انگلیسی: Yenisey Range) یک رشته‌کوه در سرزمین کراسنویارسک کشور روسیه است.